# Filingué
Filingué – miasto w południowo-zachodnim Nigrze, w regionie Tillabéri, w departamencie Filingué, którego jest stolicą. Według danych szacunkowych na rok 2013 liczy 14 530 mieszkańców.